# 太田哲三 (陶芸家)
太田 哲三（おおた てつぞう、1950年7月15日 - ）は、陶芸家。

## 経歴
陶芸家・太田熊雄の三男として福岡県朝倉郡小石原村（現・東峰村）に生まれ、幼い頃から父や職人の仕事を見て育つ。1969年、佐賀県立有田工業高等学校窯業科卒業、父・熊雄に師事。1975年、小石原南の原に分家築窯。刷毛目、飛び鉋、櫛掻き、指描、打掛けなどの技法を用い、小石原焼の窯元のひとつとして作陶を行っている。
小石原焼陶器協同組合理事長を務める。 福岡県美術協会員、福岡県陶芸作家協会員、日本民芸協会員。長男の太田圭は陶芸家、次男の太田潤は吹き硝子作家。